# Thomas Hobbes

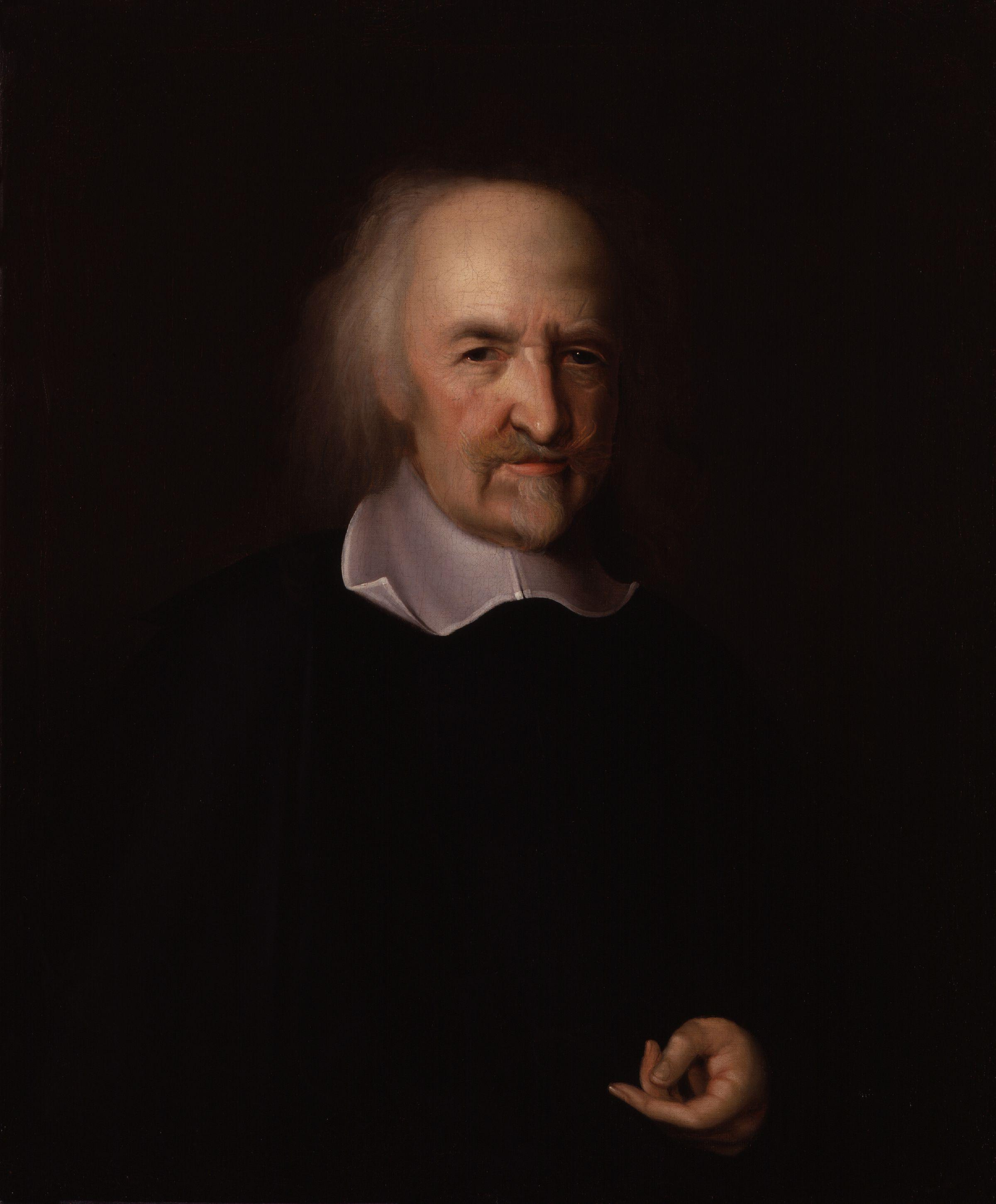
Thomas Hobbes (Ausschnitt aus einem Gemälde von John Michael Wright, circa 1669–1670)

Thomas Hobbes [hɔbz] (* 5. April 1588 in Westport, Wiltshire; † 4. Dezember 1679 in Hardwick Hall, Derbyshire) war ein englischer Mathematiker, Staatstheoretiker und Philosoph. Er wurde durch sein Hauptwerk Leviathan bekannt, in dem er vor dem Hintergrund des englischen Bürgerkrieges eine Theorie der Souveränität entwickelte. Neben John Locke und Jean-Jacques Rousseau ist er einer der bedeutendsten Theoretiker des sogenannten Gesellschaftsvertrags. 

## Leben und Wirken
Hobbes wurde 1588 als Sohn eines einfachen Landpfarrers in Malmesbury in der Grafschaft Wiltshire geboren. Seine Mutter stammte aus einer Bauernfamilie. Die beängstigende Situation vor dem Angriff der Spanischen Armada auf England im selben Jahr soll Ursache seiner Frühgeburt gewesen sein. Thomas Hobbes schreibt in seiner Autobiografie: „(She) did bring forth Twins at once, both Me and Fear.“ Die Angst vor der Gewalt infolge politischer Auseinandersetzungen – im England des 17. Jahrhunderts vor allem als Bürgerkrieg zwischen König und Parlament, zwischen verschiedenen gesellschaftlich und religiös differenzierten Gruppen – ist ein bestimmendes Element im Leben wie in der politischen Philosophie Thomas Hobbes’ geblieben.
Da er bereits mit vier Jahren lesen, schreiben und rechnen konnte, wurde er als Wunderkind (child prodigy) bezeichnet. Mit acht Jahren wurde Hobbes in einer Privatschule in den klassischen Sprachen unterrichtet. Sechs Jahre später, im Alter von vierzehn Jahren, begann er sein Studium an der traditionell-scholastischen Universität Oxford, wo er 1603 bis 1607 vor allem Logik und Physik studierte. Resultate der klassischen Ausbildung waren Hobbes’ genaue Kenntnisse des Griechischen und Lateinischen, aber auch seine vehemente Ablehnung der Universitätsphilosophie, der mittelalterlich-aristotelischen Logik und Staatstheorie.
Nach seinem Bachelor-Abschluss 1608 in Oxford wurde er Hauslehrer bei der adligen Familie Cavendish, zu deren Haushalt er mit Unterbrechungen bis an sein Lebensende gehörte und die ihn lebenslang unterstützen sollte. Unter anderem unterrichtete er hier William Cavendish, später 2. Graf von Devonshire, und später seinen gleichnamigen Sohn und Titelnachfolger. Auch mit dem jüngeren Zweig der Familie, dem Mathematiker Charles Cavendish und seinem Bruder William, stand Hobbes in Verbindung. Während einer Unterbrechung des Dienstes für Familie Cavendish war er zudem Hauslehrer des Adligen Gervase Clifton. Seine Erziehertätigkeit in Adelsfamilien verschaffte ihm die Möglichkeit zu ausgedehnten Reisen und Kontakt zu führenden Politikern und Denkern seiner Zeit.
Für kurze Zeit war Hobbes Sekretär des Philosophen Francis Bacon, für den er einige seiner Schriften ins Lateinische übersetzte. Der Arbeit für Bacon, den Begründer des englischen Empirismus, wird einiger Einfluss auf die mechanisch-materialistische Konzeption seiner Philosophie zugeschrieben. Auf den Auslandsreisen, der klassischen Grand Tour, die er mit seinen Schülern unternahm, lernte er in Pisa Galileo Galilei kennen. Ferner schloss er auf seinen Reisen Bekanntschaft mit René Descartes, Marin Mersenne und Pierre Gassendi.
Während seiner dritten Europareise als Erzieher entwickelte Hobbes den Plan, seine Philosophie aus drei systematisch aufeinander aufbauenden Teilen zu konstruieren: der Lehre von der körperlichen Substanz (de corpore), der Lehre vom Menschen im Naturzustand (de homine) und schließlich die Lehre vom Menschen in der Gesellschaft (de cive).
Die politische Entwicklung in England zerschlug jedoch Hobbes’ Pläne eines systematischen Aufbaus seiner Sozialphilosophie. In den Jahren 1603 bis 1629 verschärften sich die Spannungen: Die absolutistischen Vorstellungen der Könige Jakob I. und Karl I. brachten sie in Gegensatz zum Landadel, der sich zu einer agrarischen Kapitalistenklasse entwickelt hatte, und zum Bürgertum der Handelsstädte, dessen Bedeutung im 17. Jahrhundert in England stetig wuchs. Dazu kamen Auseinandersetzungen zwischen anglikanischer Staatskirche und den Puritanern, die eine stärkere Abgrenzung vom Katholizismus, asketische Lebensführung und ein System freier, an der Bibel orientierter Gemeinden forderten, sowie den schottischen Calvinisten und irischen Katholiken.
Von 1629 bis 1640 regierte Karl I. ohne Parlament. Sein Versuch, dem calvinistischen Schottland die anglikanische Kirchenordnung aufzuzwingen, führte zu einem Aufstand der Schotten und zur ersten militärischen Niederlage des Königs. Karl I. sah sich 1640 gezwungen, das Parlament einzuberufen, das Steuermittel für den Krieg bewilligen sollte. Die Mehrheit der Abgeordneten machte die Hilfe aber von Reformen abhängig, die verhindern sollten, dass der König das Parlament noch einmal entmachten könnte.
Hobbes hatte sich im Streit zwischen Krone und Parlament anonym für den König und gegen das Unterhaus eingesetzt und musste deshalb 1640 nach Frankreich ins Exil fliehen.
Als der König 1642 gesetzwidrig versuchte, die Anführer der Opposition persönlich im Unterhaus zu verhaften, löste dies den Bürgerkrieg zwischen Krone und Parlament aus. Mit seinem Werk De cive versuchte Hobbes erneut, Einfluss auf die Entwicklung in England zu Gunsten einer absolutistischen Monarchie auszuüben. Wie auch später im Leviathan (1651) argumentierte er für die Übertragung aller Gewalt auf einen souveränen Herrscher, da im „Naturzustand“ ein egoistischer „Krieg aller gegen alle“ (bellum omnium contra omnes) um Besitz und Ansehen herrsche, der nur durch die Angst vor der Strafe durch eine übermächtige Gewalt verhindert werden könne. In einem Vertrag sollten demzufolge die Einzelnen ihre natürlichen Rechte auf eine zentrale Gewalt übertragen, die am vollkommensten in einer Person, dem absoluten Herrscher, repräsentiert werde.
Seine Argumentation verschaffte Hobbes jedoch wenig Freunde. Karl II., der als Kronprinz 1646 in Paris Mathematikunterricht bei ihm genommen hatte, verübelte ihm später, dass er für jede de facto souveräne Regierung eintrat, und dies nach der Niederlage und Hinrichtung Karls I., als England zur Republik erklärt worden war und von Oliver Cromwell als Lordprotektor regiert wurde. Hobbes’ Materialismus und seine Kritik an der katholischen Kirche, die er als „Reich der Finsternis“ bezeichnete, ließen ihn eine Verfolgung in Frankreich befürchten. Daher kehrte er 1651 nach England zurück und arrangierte sich mit der Regierung Cromwells.
Nach der Veröffentlichung seines Hauptwerks, des Leviathan, wurde Hobbes in England wegen des angeblich atheistischen und häretischen Charakters seines Werks vielfach von Seiten der Kirche, des Adels und von Privatpersonen angefeindet. Zahlreiche Freunde brachen mit ihm, die Staatsmacht ließ ihn jedoch weitgehend unbehelligt. Dies mochte insbesondere damit zusammenhängen, dass er – gegen Anglikaner und Presbyterianer – für die von Cromwell und den Puritanern favorisierte Kirchenverfassung eintrat, den Independentismus. In den Jahren 1655 und 1658 erschienen De corpore und De homine, die beiden fehlenden Teile seines Systems.
Verschärfen sollte sich die Situation für ihn indes nach der Restauration des Stuart-Königtums 1660. Insbesondere nach der Großen Pest und dem Brand von London sah er sich Verfolgungen durch anglikanische und presbyterianischen Kreise ausgesetzt, insbesondere durch die neuen Minister Edward Hyde, 1. Earl of Clarendon und Gilbert Sheldon. Um ihn wegen angeblicher Häresie juristisch belangen zu können, wurde sogar mehrfach versucht, eigens dafür eine gesetzliche Grundlage zu schaffen. Dank einflussreicher Freunde, etwa des Earls von Arlington, der ein Ministeramt in der sogenannten Cabal-Regierung bekleidete, gelang es Hobbes indes, die gegen ihn gerichteten Intrigen unversehrt zu überstehen. Zudem schützte ihn die Sympathie König Karls II., der ohnehin heimlich zum Katholizismus konvertiert war.
Die 1668 verfasste Geschichte der Bürgerkriegsepoche Behemoth oder Das Lange Parlament erhielt keine Druckerlaubnis, und seine lateinischen Schriften musste Hobbes in Amsterdam verlegen lassen. Dennoch lebte er bis zu seinem Tod in gesicherten und komfortablen Verhältnissen auf einem Landsitz der befreundeten Familie Cavendish. In seinem Todesjahr 1679 setzte ein starkes Parlament seine Vorstellungen der Habeas-Corpus-Regel gegen Karl II. durch. Hobbes starb im seinerzeit ungewöhnlich hohen Alter von 91 Jahren in Hardwick Hall/Derbyshire.

## Lehren

### Naturwissenschaft und Mathematik
Insbesondere in seinem Werk De Corpore, dem ersten Teil der Trilogie Elementa Philosophiae, von 1655 entwickelt Hobbes zentrale Thesen zu naturwissenschaftlichen Fragen. Ausgehend von einer materialistischen Grundhaltung und dem – exemplarisch durch René Descartes vertretenen – mechanistischen Denken seiner Zeit schreibt er allein den Körpern und deren Bewegung Wirklichkeit zu. Dabei entsteht keine Bewegung aus sich selbst heraus, sondern ist Folge einer anderen Bewegung. Der Bewegung unterliegen nur Körper; sie können ausschließlich durch andere Körper bewegt werden.
Auf der Grundlage dieser Körper-Lehren entwickelt Hobbes mitunter erstaunlich modern anmutende Theorien etwa zum Phänomen des Lichts, das sich seiner Ansicht gemäß in materieartigen Impulsen bewegt, und veröffentlichte auch ein Werk über Optik. Auch beschäftigte er sich vor diesem Hintergrund mit der Natur des Vakuums.
Dazu kommen einige Werke über Mathematik; in einem davon schlägt er ein Verfahren zur Quadratur des Kreises vor. Begeistern konnte sich Hobbes insbesondere auch für Euklidische Geometrie, die ihm als Vorbild für jegliche exakte Wissenschaft galt und deren Grundsätze er entsprechend dem mos geometricus auch auf seine Philosophie übertragen wollte. Gleichwohl konnte sich Hobbes auf diesem Gebiet nicht durchsetzen; um ihn auch als Philosophen zu diskreditieren, setzte die Kirche Mathematiker ein, um seine Bemühungen der Lächerlichkeit preiszugeben.

### Erkenntnistheorie
Im zweiten und dritten Teil der genannten Trilogie, dem 1658 veröffentlichten De Homine, aber auch bereits in seinem Hauptwerk Leviathan von 1651 überträgt Hobbes seine Körpertheorie auf den menschlichen Erkenntnisapparat und entwickelt eine eigene mechanistische Erkenntnistheorie.
Auch die Vorgänge im Bewusstsein sind nach Hobbes lediglich Folge der Bewegung von Körpern. Durch Druck auf die jeweiligen Sinnesorgane lösen sie Sinneswahrnehmungen aus, die wiederum zu „Einbildungen“ (Imagination) führen. Diese setzen schließlich mannigfaltige psychische Prozesse wie Denken, Verstehen, Erinnern und dergleichen in Gang. Neben den geordneten, etwa auf das Auffinden von Kausalbeziehungen gerichteten Gedankengängen gibt es auch ungeordnete, wie sie etwa dem Prozess des Träumens innewohnen.
Anhand der Vorstellung eines von jeder Sinneswahrnehmung abgetrennten, „frei im Raum schwebenden“ Solipsisten zeigt Hobbes, dass die psychischen Prozesse auch bei ausbleibenden Sinneseindrücken weitergehen. Letzte Ursache hierfür sei aber weiterhin der einmal erfolgte Anstoß von außen durch die Bewegung von Körpern. Nur den Bewegungen selbst komme Realität zu, nicht den Wirkungen, die sie im Bewusstsein verursachen. Daraus folge u. a., dass die Eigenschaften, von deren Vorhandensein der Mensch aufgrund seiner Sinneswahrnehmung ausgeht, in Wahrheit nicht vorhanden sind, sondern nur scheinbar und als Erscheinungen auftreten.
Hobbes begründet seine These, dass der menschlichen Wahrnehmung keine gesicherten Erkenntnisse über eine Außenwelt möglich sind. Aufgrund der weitverbreiteten Lehre des Skeptizismus wurde diese Auffassung von seinen Zeitgenossen vielfach geteilt, etwa von René Descartes. Dessen Einwand, dass infolge der eingreifenden Güte Gottes die Wahrnehmung trotzdem weitgehend der Realität entspreche, lässt Hobbes nicht gelten.
Da die Inhalte des menschlichen Bewusstseins letztlich nur die Folge von außen einwirkender Bewegung sind, verneint Hobbes auch konsequent die Freiheit des Willens und gilt damit als Verfechter des Determinismus.

### Ethik
Hatten Philosophen in der Tradition Platons und Aristoteles’ sittliche Ideale angenommen, etwa in Form einer Idee des Guten oder eines Summum Bonum, so überwog zu Hobbes’ Lebzeiten ein mehr den Vorstellungen der Sophisten und Kyniker verpflichteter Skeptizismus, der die Existenz universell verbindlicher Moralstandards ablehnt. Als typische Vertreter dieser Auffassung galten etwa Justus Lipsius, René Descartes oder Michel de Montaigne.
Auch Hobbes vertritt diesen moralischen Relativismus und überträgt seine erkenntnistheoretische These, mittels menschlicher Wahrnehmung sei keine gesicherte Erkenntnis über die Welt möglich, auf das Feld der Ethik. So heißt es etwa in den Elements of Law (Chapter 7), jedermann nenne „das, was ihm gefällt und Vergnügen bereitet, gut, und das, was ihm missfällt, schlecht“. Entsprechend ihrer unterschiedlichen körperlichen Beschaffenheit unterschieden sich die Menschen auch in ihrer Auffassung von Gut und Böse. Ein ἀγαθὸν ἁπλῶς, ein schlechthin Gutes, gebe es deshalb nicht.
In Anknüpfung an Gedanken seines Zeitgenossen, des Frühaufklärers Hugo Grotius, nimmt Hobbes einschränkend zumindest insofern einen moralischen Minimalkonsens an, als nach allgemeiner Meinung jedes Individuum ein Naturrecht auf Selbsterhaltung hat und sich gegen Angriffe auf seine Person verteidigen darf. Daraus folgt die Verpflichtung, niemanden zu verletzen (Lehre vom Naturgesetz im Leviathan). Anders als Grotius glaubt Hobbes aber, dass – während des Naturzustands – jeder als sein eigener Richter auftreten konnte und musste, d. h. ohne Rücksichtnahme auf das Lebensrecht des Mitmenschen. Dieser Auffassung wurde vielfach widersprochen.
Jenseits des Minimalkonsenses über das Selbsterhaltungsrecht müssen laut Hobbes moralische Konflikte verbindlich durch eine übergeordnete Instanz, den absoluten Herrscher, entschieden werden, womit Hobbes den Grundstein für seine politische Philosophie und insbesondere das absolutistische Staatsmodell des Leviathan legt.

### Staatskunde
Hobbes’ staatstheoretische Lehren bilden aus heutiger Sicht den zentralen Teil seines Werkes. Sie sind es, die ihm einen herausgehobenen Platz in der Philosophiegeschichte sichern. Einerseits legt er sie in Elements of Law von 1640 sowie in De Cive von 1642 dar, dem dritten Teil der Trilogie Elementa Philosophiae.
Vor allem aber sind sie Gegenstand seines Hauptwerks, des Leviathan, von 1651. Dort beschäftigt er sich mit der Überwindung des von Furcht, Ruhmsucht und Unsicherheit geprägten gesellschaftlichen Naturzustands durch die Gründung des Staates, also der Übertragung der Macht auf einen Souverän. Dies geschieht durch einen Gesellschaftsvertrag, in dem alle Menschen unwiderruflich und freiwillig ihr Selbstbestimmungs- und Selbstverteidigungsrecht auf den Souverän übertragen, der sie im Gegenzug voreinander schützt. Rechtlich gesehen wird der Gesellschaftsvertrag zu Gunsten des kommenden Souveräns geschlossen. Weil dieser aber selbst kein Vertragspartner ist, gibt der Vertrag also den ihn Schließenden gegenüber dem Souverän weder ein Kündigungs- noch ein Widerstandsrecht. Will man den Souverän stürzen, ist dies immer Hochverrat. Stürzt man ihn dennoch und ersetzt ihn, so schließen die kommenden Untertanen einen neuen „Vertrag zu Gunsten Dritter“.
Mit dem Naturzustand hat sich Hobbes schließlich im Gegenstück zum Leviathan befasst, dem Behemoth von 1668, der erst postum 1682 veröffentlicht werden konnte.
Im englischen Bürgerkrieg stand Hobbes der royalistischen Seite und ihren absolutistischen Bestrebungen nahe; seine Verteidigung einer absoluten Souveränität ist in diesem Zusammenhang zu verstehen. Dabei verteidigt Hobbes aber auf abstrakter Ebene die absolute Macht jedes (auch nichtmonarchischen) Souveräns und räumt explizit die Möglichkeit eines souveränen Parlaments ein: Insofern wäre es verkürzt, ihn nur als ‚Theoretiker des Absolutismus‘ zu sehen.

### Religion
Sein erkenntnistheoretisches Postulat, dass der menschlichen Wahrnehmung eine Erkenntnis der Welt nicht möglich sei, erstreckt Hobbes auch auf Gott; er nimmt also eine agnostische Position ein. Ausgehend von seiner Vorstellung der Welt als geschlossener Kausalzusammenhang, in dem jede Zustandsveränderung auf den Einfluss bewegter Körper zurückzuführen sei, nimmt er aber konsequenterweise eine erste, selbst nicht bewegte Ursache an, die diese Kausalprozesse in Gang setzt, bei der es sich aber nicht notwendigerweise um Gott handeln müsse.
Hobbes zweifelte auch die (alleinige) Urheberschaft Moses am Pentateuch (Tora) an, so stellte er zahlreiche Aussagen aus dem Pentateuch zusammen, aber er sammelte nicht nur die Fakten, sondern zog auch den Schluss daraus, dass Mose eben nicht der alleinige Autor habe sein können.
Hobbes war daher, obwohl ihm dies häufig vorgehalten wurde, nicht Atheist, sondern vertrat eher deistische Positionen. Er unterschied streng zwischen Glauben und Wissen. Religion im Allgemeinen und Christentum im Besonderen lehnte er nicht ab, sondern erklärte sie zu einer Sache des Glaubens, was für ihn in streng rationalistischer Denktradition konkret das Vertrauen auf die fehlerfreie Weitergabe religiös-historischer Tatsachen bedeutet. Von der biblischen Überlieferung betrachtete er nur ein Minimum als verbindlichen Glaubensinhalt, nämlich dass Jesus der Messias sei, der die Menschheit durch seinen Kreuzestod erlöst habe. Überdies steht der nachdrückliche jüdische und christliche Glaubensbezug für Hobbes nicht wirklich im Zentrum. Durchaus wertfrei lässt sich insbesondere am Beispiel des Leviathan für Hobbes ein instrumentelles Verhältnis zur Religion und zu ihrer Überlieferung unterstellen: „Die mythischen biblischen ›Bünde‹ werden für Hobbes zur Basis eines rationalen und verrechtlichten Bundes des Gemeinwesens“. Auf diese staatstheoretisch produktive Weise wird der Religionsbezug bei Hobbes in einer Zeit und einem Umfeld „nervöser Spekulation nicht den religiösen Eiferern“ überlassen, „sondern nach eigenem Vernunftermessen wirksam besetzt, um bezüglich einer zukünftigen Organisation des Gemeinwesens eine gerade nicht apokalyptische, sondern konstruktive Zukunftsperspektive zu entfalten“.
Vor dem Hintergrund der starken Stellung des Staates in seiner politischen Philosophie weist Hobbes als Ahasit diesem auch die Entscheidungsbefugnis in religiösen Dingen zu und fordert insbesondere eine einheitliche Staatskirche. Dementsprechend stand er sowohl dem Papsttum als außerhalb des Nationalstaates stehender Institution und auch den verschiedenen englischen Sekten kritisch gegenüber. Hatte er ursprünglich zumindest noch die Zuständigkeit für die verbindliche Auslegung von Glaubensfragen der Kirche selbst zugesprochen, billigte er im Leviathan erstmals auch diese dem als absolut betrachteten Staat mit seinem Alleinherrscher zu. Im dritten und vierten Buch des Leviathan befasst er sich ausführlich mit der institutionellen Ausgestaltung der anglikanischen Kirche (Kirchenverfassung).

## Werke

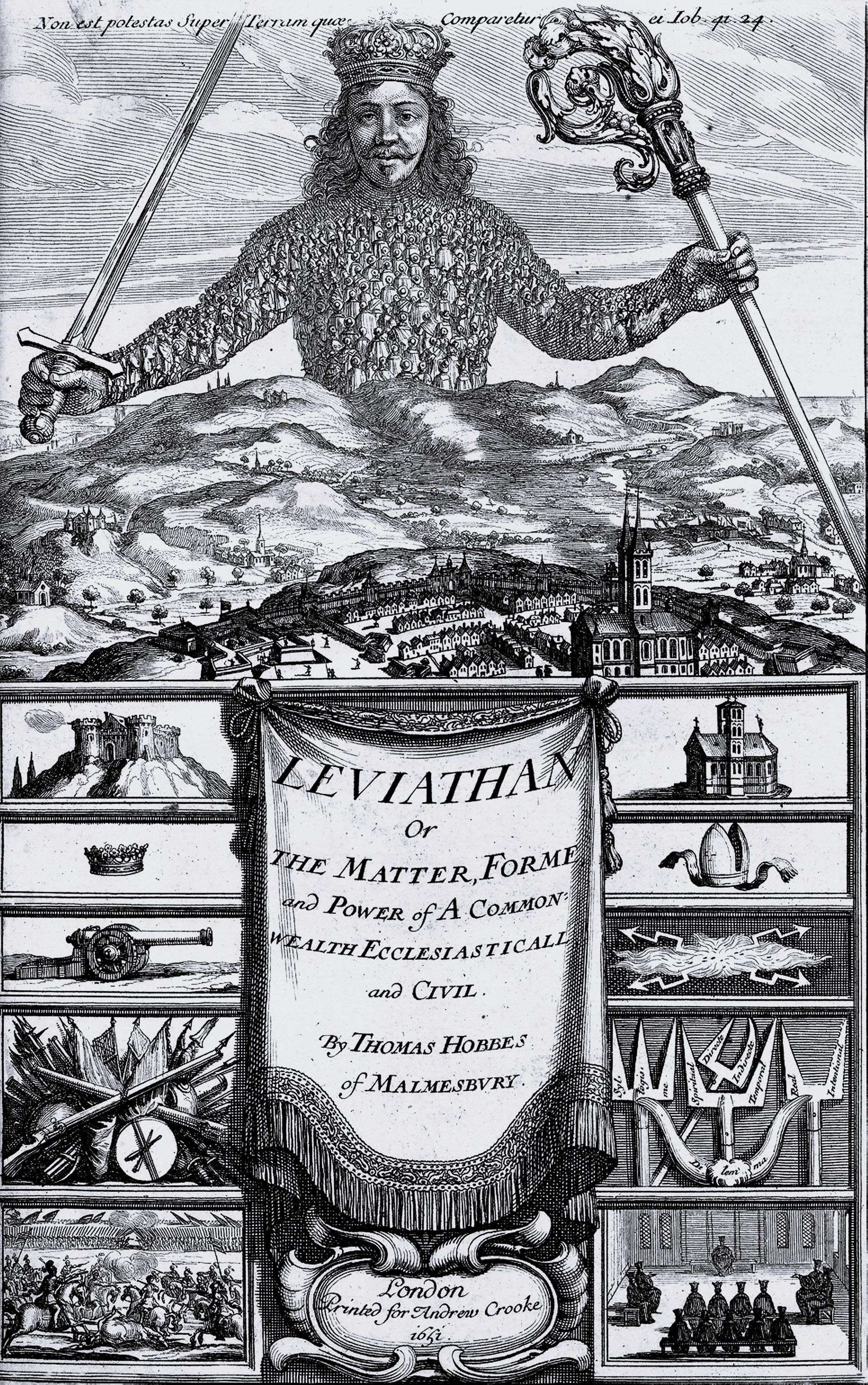
Titelblatt Leviathan, London 1651

- Eight Books of the Peloponnesian Warre Written by Thucydides the Son of Olorus. Interpreted with Faith and Diligence Immediately out of the Greek by Thomas Hobbes (1629). (Übersetzung von Thukydides, Der Peloponnesische Krieg)
- A Short Tract on First Principles (ca. 1632). Zu Hobbes’ Lebzeiten unveröffentlicht. Erste Ausgabe 1889[7].
- A Briefe of the Art of Rhetorique (1637)
- Tractatus Opticus II (ca. 1639). Zu Hobbes’ Lebzeiten unveröffentlicht. Erste vollständige Ausgabe 1963[8].
- The Elements of Law, Natural and Politic (1640). Zunächst nur als Manuskript im Umlauf; 1650 ohne Hobbes’ Einverständnis als Buch veröffentlicht.
- Tractatus Opticus I (1640). Veröffentlicht 1644 als Opticae liber septimus von Marin Mersenne in seinem Werk Universae geometriae, mixtaeque mathematicae synopsis, et bini refractionum demonstratarum tractatus.
- Objectiones tertiae ad Cartesii Meditationes, in Descartes: Meditationes de prima philosophia (1641)
- De Cive (Elementorum Philosophiae Sectio Tertia De Cive) (1642)
- De Motu, Loco et Tempore (1642/43). Zu Hobbes’ Lebzeiten unveröffentlicht. Erste Ausgabe 1973[9].
- A Minute or First Draught of the Optiques (1645/46). Zu Hobbes’ Lebzeiten unveröffentlicht. Erste Ausgabe 1983[10].
- Of Libertie and Necessitie (1646, veröffentlicht 1654)
- Leviathan, or The Matter, Forme, & Power of a Common-Wealth Ecclesiasticall and Civil (London 1651)
- De Corpore (Elementorum Philosophiae Sectio Prima De Corpore) (1655)
- Six Lessons to the Savilian Professors of Mathematics (1656)
- The Questions Concerning Liberty, Necessity, and Chance (1656)
- Stigmai, or Marks of the Absurd Geometry, Rural Language, Scottish Church Politics, and Barbarisms of John Wallis (1657)
- De Homine (Elementorum Philosophiae Sectio Secunda De Homine) (1658)
- Examinatio & Emendatio Mathematicae Hodiernae (1660)
- Dialogus Physicus de Natura Aeris (1661)
- Problemata Physica (1662)
- Considerations upon the Reputation, Loyalty, Manners, and Religion of Thomas Hobbes (1662)
- De Principiis & Ratiocinatione Geometrarum, & de Mediis Proportio¬nalibus in Genere (1666)
- A Dialogue between a Philosopher and a Student of the Common Laws of England (ca. 1666, veröffentlicht 1681 postum)
- Leviathan, Sive de Materia, Forma, & Potestate Civitatis Ecclesiasticae et Civilis (1668)
- Thomae Hobbes Malmesburiensis Opera Philosophica, Quae Latine scripsit, Omnia. (1668). Diese von Hobbes zu verantwortende Werkausgabe enthält neben der Erstveröffentlichung des lateinischen Leviathan (zum Teil leicht überarbeitete) Wiederveröffentlichungen seiner Werke De Corpore, De Homine, De Cive, Dialogus Physicus, Problemata Physica, De Principiis & Ratiocinatione Geometrarum, Examinatio & Emendatio Mathematicae Hodiernae
- Behemot: the History of the Causes of the Civil Wars of England and of the Counsels and Artifices by which they were carried on from the year 1640 to the year 1662 (ca. 1668, aber auf Wunsch von Karl II. nicht veröffentlicht; 1681 postum erschienen)
- Quadratura Circuli. Cubatio Sphaerae. Duplicatio Cubi. Una cum Responsione ad Objectiones Geometriae Professoris Savilianae (1669)
- Rosetum Geometricum, sive Propositiones Aliquot Frustra antehac tentatae. Cum Censura brevi Doctrinae Wallisianae de Motu (1671)
- Lux Mathematica. Excussa Collisionibus Johannis Wallisii (1672)
- Principia et Problemata Aliquot Geometrica (1673)
- The Iliads and Odysses of Homer. Translated out of Greek into English, by Thomas Hobbes of Malmesbury (1675)
- Decameron Physiologicum. Or, Ten Dialogues of Natural Philosophy. London 1678 (englisch, Early English Books Online Text Creation Partnership [abgerufen am 4. Dezember 2019]).

Neuausgaben
- Vom Menschen. – Vom Bürger. Hrsg. v. Günter Gawlick, 3. Aufl. Meiner, Hamburg 1994, ISBN 3-7873-1166-1.
  - Thomas Hobbes: De cive / Vom Bürger. Lateinisch/Deutsch. Hrsg. unter Mitarbeit von Isabella Zühlke von Andree Hahmann und Dieter Hüning. Übersetzt von Andree Hahmann. Ditzingen 2017 [Reclams Universal-Bibliothek Nr. 18601]. [Der Abdruck des lateinischen Textes folgt der Edition Thomas Hobbes: De Cive. The Latin Version. Critical Edition by Howard Warrender, Oxford 1983].
- Leviathan, oder Stoff, Form und Gewalt eines kirchlichen und bürgerlichen Staates. Teil I und II. Aus dem Englischen von Walter Euchner, hrsg. mit einem Kommentar von Lothar R. Waas, Suhrkamp, Berlin 2011, ISBN 978-3-518-27018-9.
- Leviathan. Übers. v. Jutta Schlösser, hrsg. v. Hermann Klenner. Meiner, Hamburg 1996, ISBN 3-7873-1303-6.
- Elemente der Philosophie. Erste Abteilung: Der Körper. Übers. u. hrsg. v. Karl Schuhmann. Meiner, Hamburg 1997, ISBN 3-7873-1459-8.
- Leviathan. Eine Auswahl Englisch/Deutsch, Übers. Holger Hanowell, hrsg. v. Jürgen Klein. Reclam, Stuttgart 2013, ISBN 978-3-15-018595-7.
- Behemoth oder das Lange Parlament, übersetzt und mit einer Einleitung und Anmerkungen herausgegeben von Peter Schröder. Felix Meiner Verlag, Hamburg 2015, ISBN 978-3-7873-2807-9.

### Werkausgaben
Die beiden Molesworth-Ausgaben
I. Thomae Hobbes Malmesburiensis opera philosophica quae latine scripsit omnia. Hrsg. von William Molesworth. John Bohn, London 1839–1845. (Reprint: Scientia, Aalen 1966)
- Band 1:
  - Thomae Hobbes Malmesburiensis Vita
  - Vitae hobbianae auctarium (Autor: Richard Blackbourne)
  - Thomae Hobbes Malmesburiensis Vita Carmine Expressa
  - Elementorum Philosophiae Sectio Prima De Corpore

- Band 2:
  - Elementorum Philosophiae Sectio Secunda De Homine
  - Elementorum Philosophiae Sectio Tertia De Cive

- Band 3:
  - Leviathan, Sive de Materia, Forma, & Potestate Civitatis Ecclesiasticae et Civilis

- Band 4:
  - Examinatio & Emendatio Mathematicae Hodiernae
  - Dialogus Physicus de Natura Aeris
  - Problemata Physica
  - De Principiis et Ratiocinatione Geometrarum, et de Mediis Proportio¬nalibus in Genere
  - Quadratura Circuli. Cubatio Sphaerae. Duplicatio Cubi

- Band 5:
  - Rosetum Geometricum
  - Lux Mathematica
  - Principia & Problemata Aliquot Geometrica
  - Tractatus Opticus I
  - Objectiones ad Cartesii Meditationes
  - Epistolae
  - Praefatio in Mersenni Ballisticam
  - De Mirabilibus Pecci
  - Historia Ecclesiastica
  - Index

II. The English Works of Thomas Hobbes of Malmesbury. Herausgegeben von William Molesworth. John Bohn, London 1839–1845. (Reprint: Scientia, Aalen 1966)
- Band 1:
  - Elements of Philosophy. The first section, Concerning Body (De Corpore, anonyme englische Übersetzung von 1656)

- Band 2:
  - Philosophicall Rudiments concerning Government and Society (De Cive, englische Übersetzung von 1650. Die Übersetzung stammt nicht von Hobbes, sondern von Charles Cotton[11])

- Band 3:
  - Leviathan, or The Matter, Form, and Power of a Commonwealth Ecclesiastical and Civil

- Band 4:
  - TRIPOS; in Three Discourses:
    - Human Nature, or the Fundamental Elements of Policy
    - De Corpore Politico, or the Elements of Law
    - Of Liberty and Necessity

  - An Answer to Bishop Bramhall’s Book, called "The Catching of the Leviathan"
  - An Historical Narration concerning Heresy, and the Punishment thereof
  - Considerations upon the Reputation, Loyalty, Manners, and Religion of Thomas Hobbes
  - Answer to Sir William Davenant’s Preface before "Gondibert"
  - Letter to the Right Honourable Edward Howard

- Band 5:
  - The Questions concerning Liberty, Necessity and Chance, clearly stated and debated between Dr Bramhall Bishop of Derry and Thomas Hobbes of Malmesbury

- Band 6:
  - A Dialogue Between a Philosopher and a Student of the Common Laws of England
  - Behemoth: the History of the Causes of the Civil Wars of England
  - The Whole Art of Rhetoric
  - The Art of Rhetoric, plainly set forth. With pertinent examples for the more easy understanding and practice of the same (stammt nicht von Hobbes)
  - The Art of Sophistry

- Band 7:
  - Seven Philosophical Problems
  - Decameron Physiologicum
  - Proportion of a straight line to half the arc of a quadrant
  - Six lessons to the Savilian Professors of the Mathematics
  - ΣΤΙΓΜΑΙ, or Marks of the absurd Geometry etc. of Dr Wallis
  - Extract of a letter from Henry Stubbe
  - Three letters presented to the Royal Society against Dr Wallis
  - Considerations on the answer of Dr Wallis
  - Letters and other pieces

- Band 8:
  - The History of the Grecian war written by Thucydides. Translated by Thomas Hobbes of Malmesbury. Vol. I

- Band 9:
  - The History of the Grecian war written by Thucydides. Translated by Thomas Hobbes of Malmesbury. Vol. II

- Band 10:
  - The Iliads and Odysses of Homer. Translated out of Greek into English by Thomas Hobbes of Malmesbury

- Band 11:
  - Index

Clarendon Edition
Clarendon Edition of the Works of Thomas Hobbes. Herausgegeben von Noel Malcolm u. a. Clarendon Press, Oxford 1983 ff.
Die Ausgabe ist noch nicht abgeschlossen. Bisher sind folgende Bände erschienen:
- Band 2: De Cive. Hrsg. von Howard Warrender. 1983
- Band 3: Leviathan I. Editorial Introduction. Hrsg. von Noel Malcolm. 2012.
- Band 4: Leviathan II. The English and Latin Texts (I). Hrsg. von Noel Malcolm. 2012.
- Band 5: Leviathan III. The English and Latin Texts (II). Hrsg. von Noel Malcolm. 2012.
- Band 6: The Correspondence I. 1622-1659. Hrsg. von Noel Malcolm. 1994.
- Band 7: The Correspondence II. 1660-1679. Hrsg. von Noel Malcolm. 1994.
- Band 10: Behemoth or the Long Parliament. Hrsg. von Paul Seaward. 2010.
- Band 11: Writings on Common Law and Hereditary Right. A dialogue between a philosopher and a student, of the common Laws of England. Questions relative to Hereditary right. Hrsg. von Alan Cromartie und Quentin Skinner. 2005.
- Band 24: Translations of Homer 1. Introductions, Iliad. Hrsg. von Eric Nelson 2008.
- Band 25: Translations of Homer 2. Odyssey. Hrsg. von Eric Nelson 2008.